# Milan Inter HC
Der Milan Inter Hockey Club war ein italienischer Eishockeyverein aus Mailand, der 1956 aus der Fusion des HC Milano Inter mit dem HC Diavoli Rossoneri Milano entstand.

## Geschichte
In der Saison 1955/56 pausierte die italienische Meisterschaft aufgrund der Olympischen Spiele in Cortina d’Ampezzo, so dass beide Mailänder Clubs – HC Milano Inter und HC Diavoli Rossoneri Milano finanzielle Probleme hatten. Die FISG vermittelte auf Wunsch des Präsidenten Remo Vigorelli eine erneute Fusion der Diavoli und des HC Milano Inter. Der neu entstandene Club wurde Milan Inter Hockey Club genannt. Der neue Name entstand aufgrund der finanziellen Unterstützung der Präsidenten Rizzoli und Moratti der Fußballvereine AC Milan und Inter Mailand. 1958 gewann der HC Milan Inter die italienische Meisterschaft und wurde in den Diavoli HC Milano umgewandelt.

## Meisterkader 1958
| Giancarlo Agazzi – Mario Bedogni – Vittorio Bolla – Giampiero Branduardi – Alfredo Coletti – Ernesto Crotti – Aldo De Zordo – Salvatore Guccione – Igino Fece Larese – Gino Loffredo – Paolo Marchi – Paolo Mazza – Tito Mazza – Gilberto Nardi – Gerry Watson |